# Герб Парутиного
Герб Пару́тиного затверджений 11 серпня 2005 р. рішенням сесії Парутинської сільської ради.

## Опис
Щит перетятий зубчасто на червоне і золоте поля. На першій частині — золоте гроно винограду. На другій — чорний дельфін. Щит обрамований декоративним картушем i увінчаний золотою сільською короною.
Автор — Р. Кочкуров. Малюнок виконав І. Янушкевич.